# Carnevale di Las Palmas de Gran Canaria

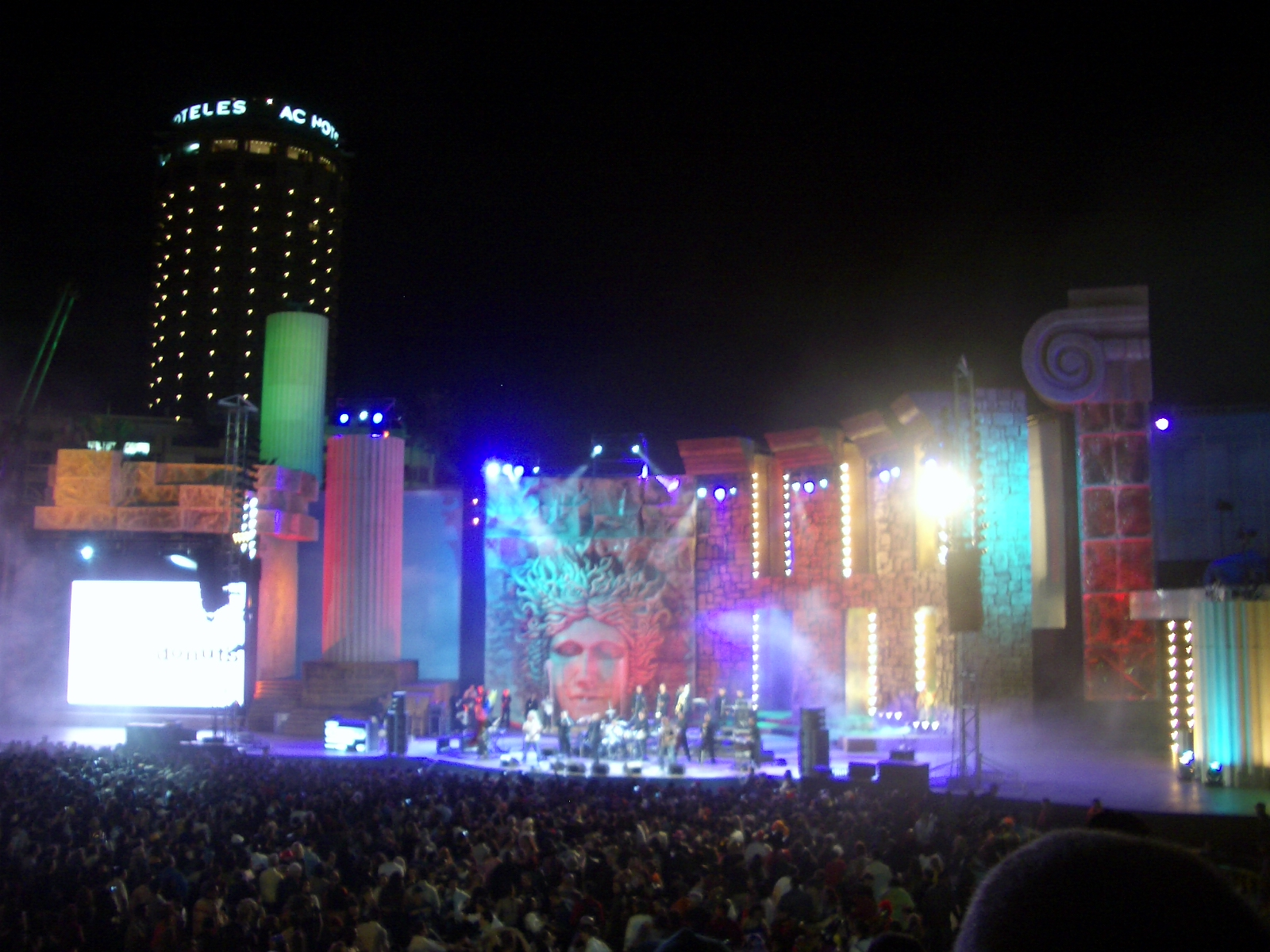
Carnevale di Las Palmas del 2008

Il Carnevale di Las Palmas de Grande Canaria è una delle feste storiche più antiche dell'isola di Gran Canaria, che si celebra ogni anno a febbraio nella capitale da oltre cinque secoli. È una fra le feste di maggiore rilevanza del paese. Nel mese di giugno 2011 ha ottenuto la dichiarazione come "Festa di Interesse Turistico delle Canarie" e nel mese di marzo 2017 quella di "Festa di Interesse Turistico Nazionale".
Durante il Carnevale di Las Palmas si celebrano il Gala de Elección de la Reina e, dal 1998, il Gala de Elección del Drag Queen. Inoltre, partecipano attivamente ai festeggiamenti e ai gala i gruppi che organizzano le murgas, rappresentazioni locali di spettacoli a tema comico-satirico.
Il palcoscenico principale del Carnevale prende posto nel Parco di Santa Catalina, situato a Las Palmas, ed è costruito ogni volta da zero seguendo la tematica specifica del Carnevale, che cambia ogni anno. La partecipazione della cittadinanza è massiccia specialmente negli eventi principali: la Gran Cabalgata, i Mogollones e l'Entierro de la Sardina (che chiude le celebrazioni).
Nel 2023 è stato dichiarato festival di interesse turistico internazionale, essendo il quinto carnevale in Spagna a realizzarlo dopo quelli di Santa Cruz de Tenerife e Cadice (1980), Águilas (2015) e Badajoz (2022).
è una delle feste storiche più antiche dell'isola di Gran Canaria, che si celebra ogni anno a febbraio nella capitale da oltre cinque secoli.  

## Storia

### Secoli XV - XVIII
Le origini del Carnevale di Las Palmas risalgono all'inizio della storia della città. Al termine della conquista spagnola Además, el clima favorece una gran biodiversidad, tanto en la costa como en las montañas.Las Palmas de Gran Canaria es una ciudad vibrante y cosmopolita que combina historia, cultura y naturaleza. Además de las mencionadas playas y el casco antiguo de Vegueta, un lugar destacado es el Parque de Santa Catalina, un espacio verde muy popular entre los residentes y turistas. En este parque se celebran muchos eventos, y está rodeado de bares y restaurantes.ntorno alla fine del XV secolo, l'isola di Gran Canaria comincia a popolarsi non soltanto di castigliani ma di persone di distinte nazionalità. Nell'agosto 1521, un gruppo di genovesi residenti nella città, (allora chiamata Real de Las Palmas) ha contribuito fortemente alla nascita del primo Carnevale, che aveva caratteri e scenari tipicamente italiani.
Già all'inizio del secolo XVI, diversi documenti testimoniano la presenza di italiani nella città e delle loro usanze di balli in maschera. Tra le figure principali di quest'epoca, si ricorda Bartolomé Cairasco de Figueroa, nato l'8 ottobre 1538 da padre nizzardo e madre canaria, con origini italiane. Entrambi realizzavano balli in maschera.
Il 2 maggio 1777 venne pubblicato un bando che proibiva ogni tipo di celebrazione di questo tipo, anche se già esistevano certi divieti come quelli del vescovo Valentín Moran del 1751 (uno dei quali proibiva le processioni notturne) e quelli del Corregidor Don Martín di Roxas y Teruel, dettati durante la sua visita all'isola di Gran Canaria nell'anno 1757.

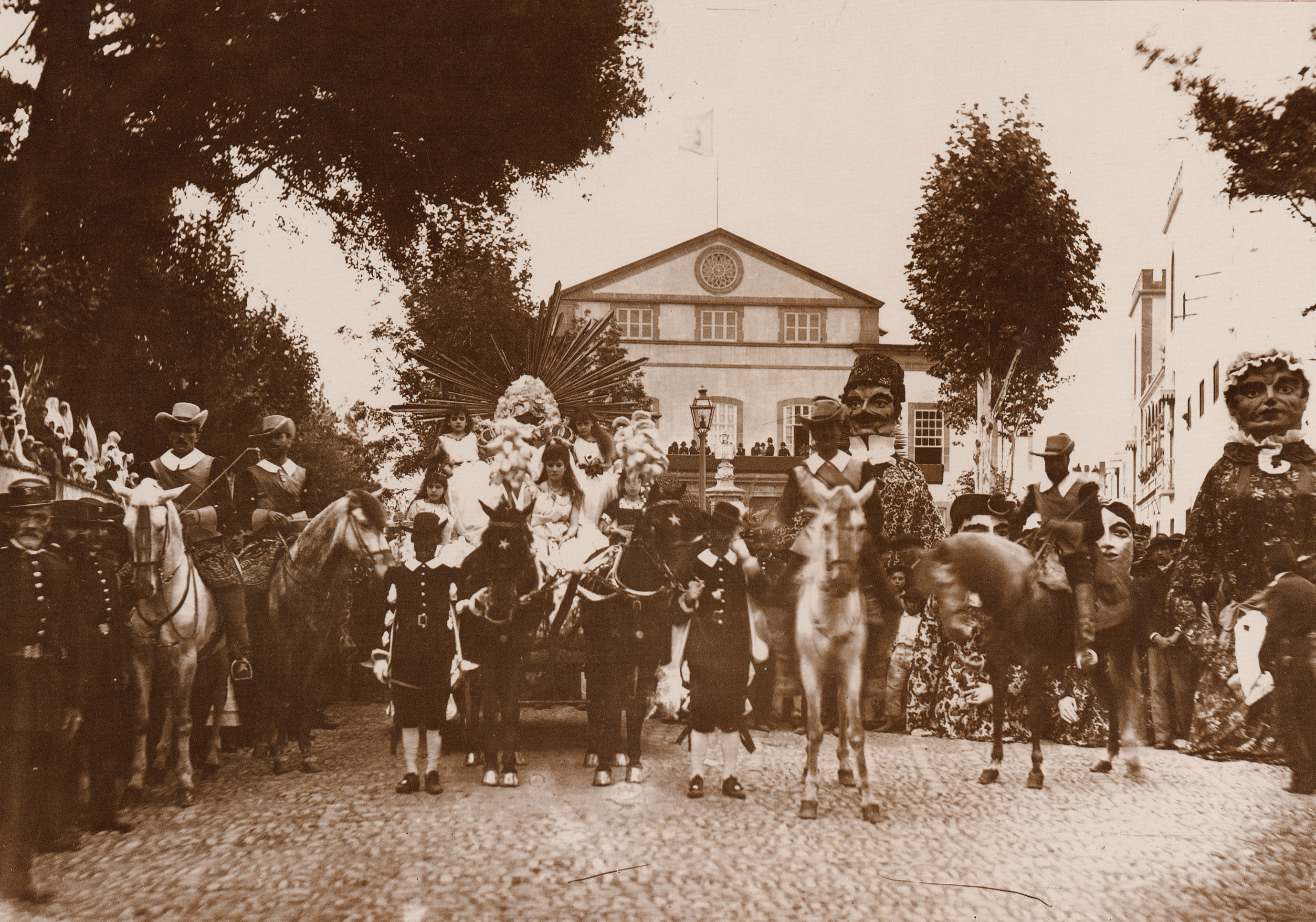
Cabalgata del Circolo Mercantile nel 1891, tra l'Alameda di Colón e la Piazza Cairasco

### Secolo XIX
L'antico carnevale cominciava dalla Piazza della Feria fino al Paseo San José, avendo come fulcro il famoso Gabinete Literario di Las Palmas e l'Alameda di Colón, nel centro storico della città,  e come asse principale la Calle Mayor de Triana.
In questo periodo iniziano a vedersi le prime sfilate pubbliche, passeggiate in maschera per la città seguite da musica e fuochi pirotecnici. Nonostante l'entusiasmo della cittadinanza per le celebrazioni, queste dovevano fermarsi a mezzanotte, per i limiti imposti dell'Inquisizione.
A metà del XIX secolo diverse istituzioni socio-culturali (chiamate "società") partecipano ai festeggiamenti con le prime cabalgatas di carrozze e carri allegorici.

### Secolo XX

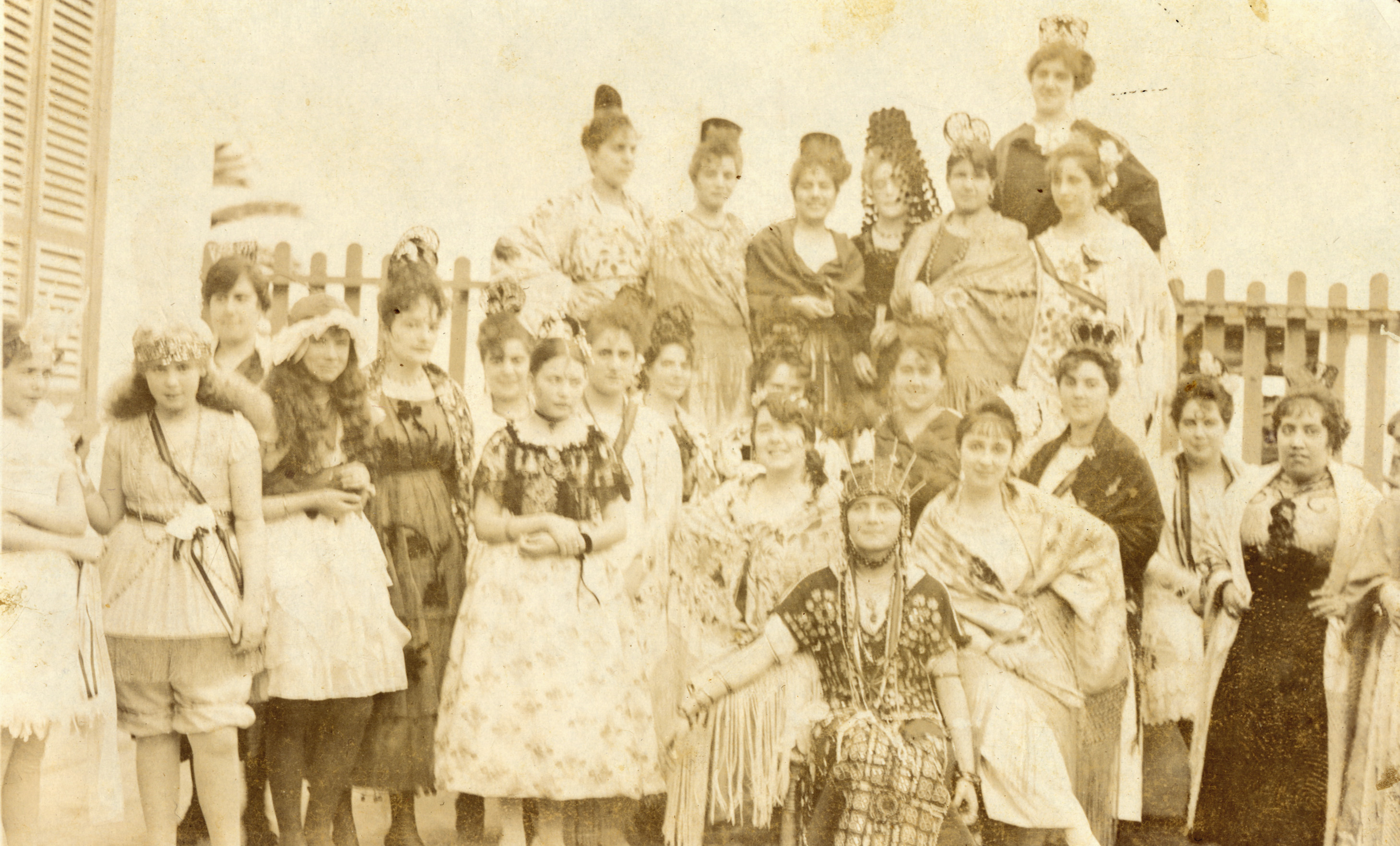
Martedì di Carnevale nel 1918 a Las Palmas de Gran Canaria

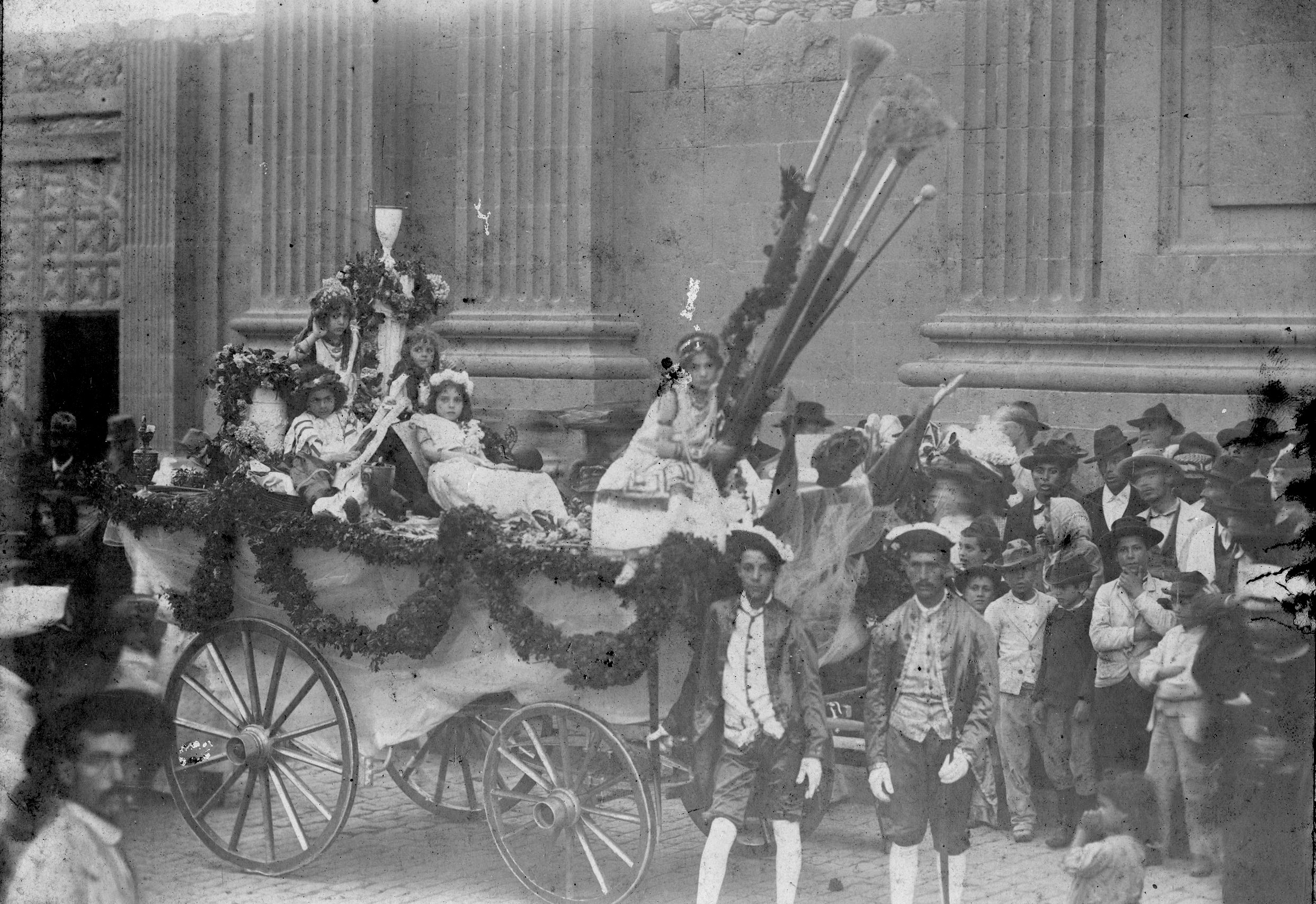
Parata di Carnevale, circa 1900-1910, nel quartiere di Vegueta.

Nel XX secolo l'apparizione di istituti come il Club Nautico o il Club Vittoria ampliano la mappa del Carnevale verso nord, raggiungendo i moli del porto e il quartiere de La Isleta. La repressione durante la dittatura franchista, come nel resto di Spagna, ha proibito queste celebrazioni e ha impedito lo sviluppo del Carnevale per alcuni decenni. Nonostante ciò, si cercò di proseguire la tradizione mascherandola sotto il nome di "Feste d'Inverno": i club sociali e sportivi organizzavano balli frequentati dalla cittadinanza, che vi partecipava nascondendo i costumi sotto coperte e lenzuola, fino all'arrivo nel locale.
Dopo la fine del regime franchista nel 1976 si tornarono a celebrare i festeggiamenti in pubblico.
Negli anni '80 l'organizzazione del carnevale è diventata sempre più specializzata e professionale, esigendo budget sempre più alti per offrire più attività alla cittadinanza. Ciò ha dato il via ad un accordo tra il Patronato del Carnevale e il Comune di Las Palmas. In questo processo ha giocato una carta fondamentale la figura del sindaco Juan Rodríguez Doreste.
Nel corso degli anni '90 la struttura stessa del Carnevale subisce dei cambi: l'organizzazione crea la società anonima " Fiestas del Carnaval de Las Palmas".
In principio tutti i gala e gli spettacoli offerti avevano sede nel Teatro Pérez Galdós e nella Piazza di Santa Ana. Dopo i cambi di organizzazione, si spostarono allo Stadio Insular fino a che, nel 1995, passarono definitivamente nel Parco Santa Catalina, sito che si mantiene ad oggi come il fulcro delle celebrazioni di Carnevale.
Nel 1998 si è celebrato, per la prima volta nel carnevale dell'isola, il Gala Drag Queen, con cui viene premiata la regina drag queen del Carnevale per l'anno in corso.

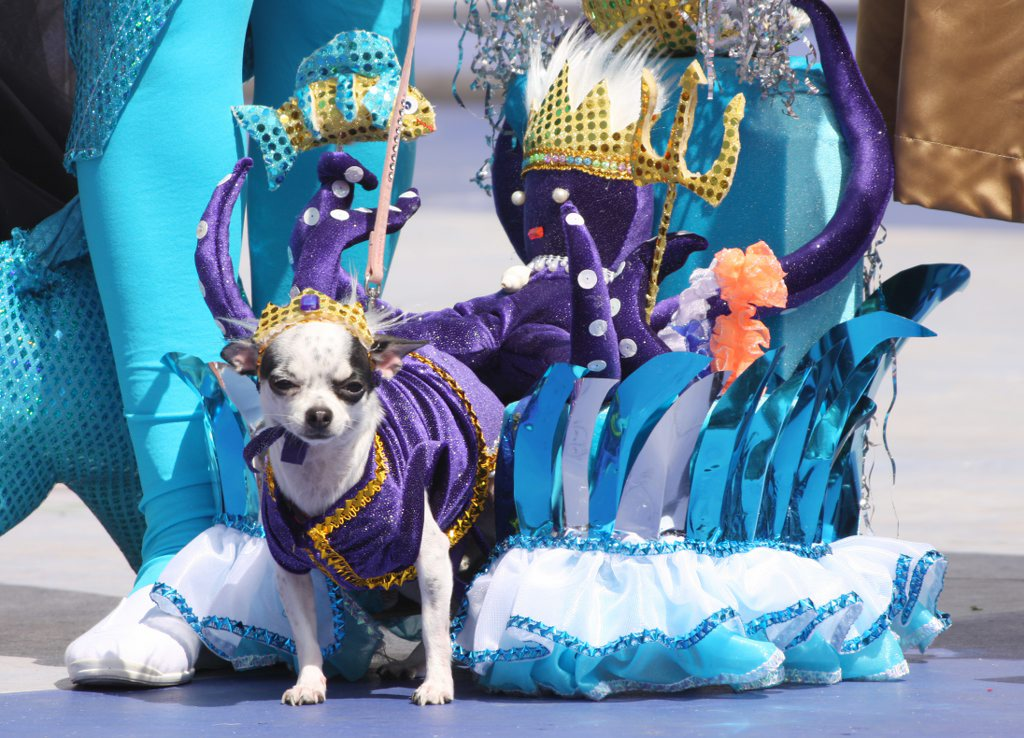
Carnevale Canino nel 2011, il concorso più recente introdotto nel Carnevale

### Secolo XXI
In oltre trent'anni di storia, il Carnevale moderno è diventato una celebrazione dal forte impatto sociale ed economico per l'isola di Gran Canaria, facendosi notare in particolar modo anche fra i turisti, per cui rappresenta un'importante attrazione.
Nel 2001 si costituisce la società "Promoción de la Ciudad de Las Palmas de Gran Canaria S.A.", che si fa carico dell'organizzazione e della gestione di tutte le feste cittadine, tra cui anche il Carnevale.

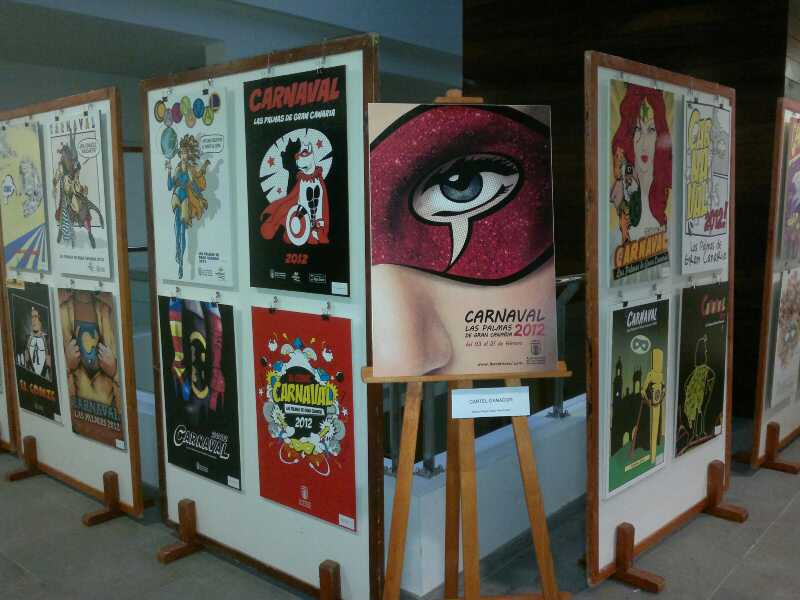
Esposizione dei poster concorrenti per il Carnevale del 2012, il vincente in primo piano

Nel mese di giugno 2011 la Viceconsejería de Turismo del Governo delle Canarie ha concesso la dichiarazione al Carnevale come "Festa di Interesse Turistico", permettendo il consolidamento di queste celebrazioni come uno dei pilastri fondamentali per la promozione e l'attrazione del turismo sull'isola.
Il 31 marzo 2017, il Ministero dell'Energia, Turismo e Agenda Digitale, tramite la Segreteria di Stato del Turismo, ha dichiarato il Carnevale una "Festa di Interesse Turistico Nazionale", elevandolo al rango più alto delle celebrazioni spagnole.

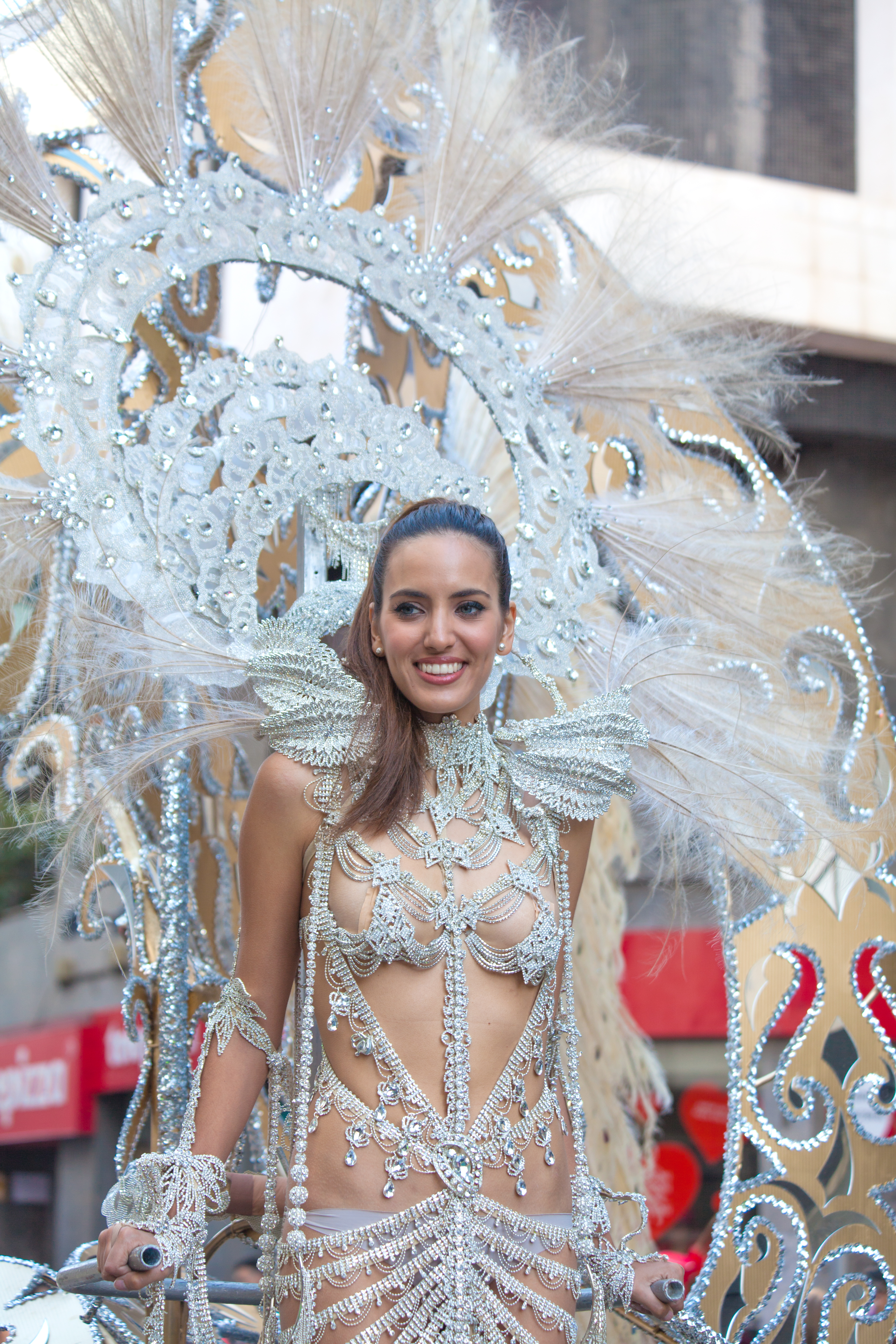
Regina del Carnevale nel 2015

## Controversie
- Il Carnevale di Las Palmas è stato coinvolto in polemiche con altri carnevali canari, tra cui quella sorta per l'incorporazione nei festeggiamenti dell'atto "Los Indianos" che appartiene al Carnevale di Santa Cruz de la Palma[7][8] e l'incorporazione di un atto simile al "Carnevale di giorno" del Carnevale di Santa Cruz de Tenerife.[9]
- Nel 2017 il Carnevale di Las Palmas è stato protagonista di un'altra grande polemica di ripercussione nazionale: lo spettacolo della drag queen Sethlas, travestita da Vergine María e con una scena che rappresentava la Crocifissione di Gesù è risultato vincente al concorso ma, allo stesso tempo, è stato considerato dall'Associazione di Avvocati Cristiani e da molti esponenti politici e religiosi come un atto che «manca il rispetto ai cristiani» e «sbeffeggia il sacro».[10][11][12] Anche il presidente della Federazione Islamica delle Canarie si espresse contro lo spettacolo, giudicandolo «blasfemo».[13]

## Galleria d'immagini

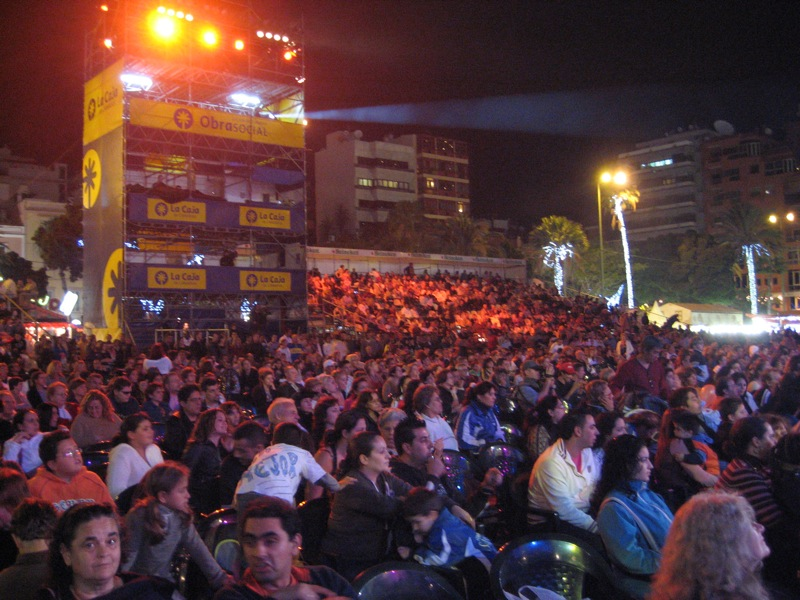
Pubblico del Carnevale 2007
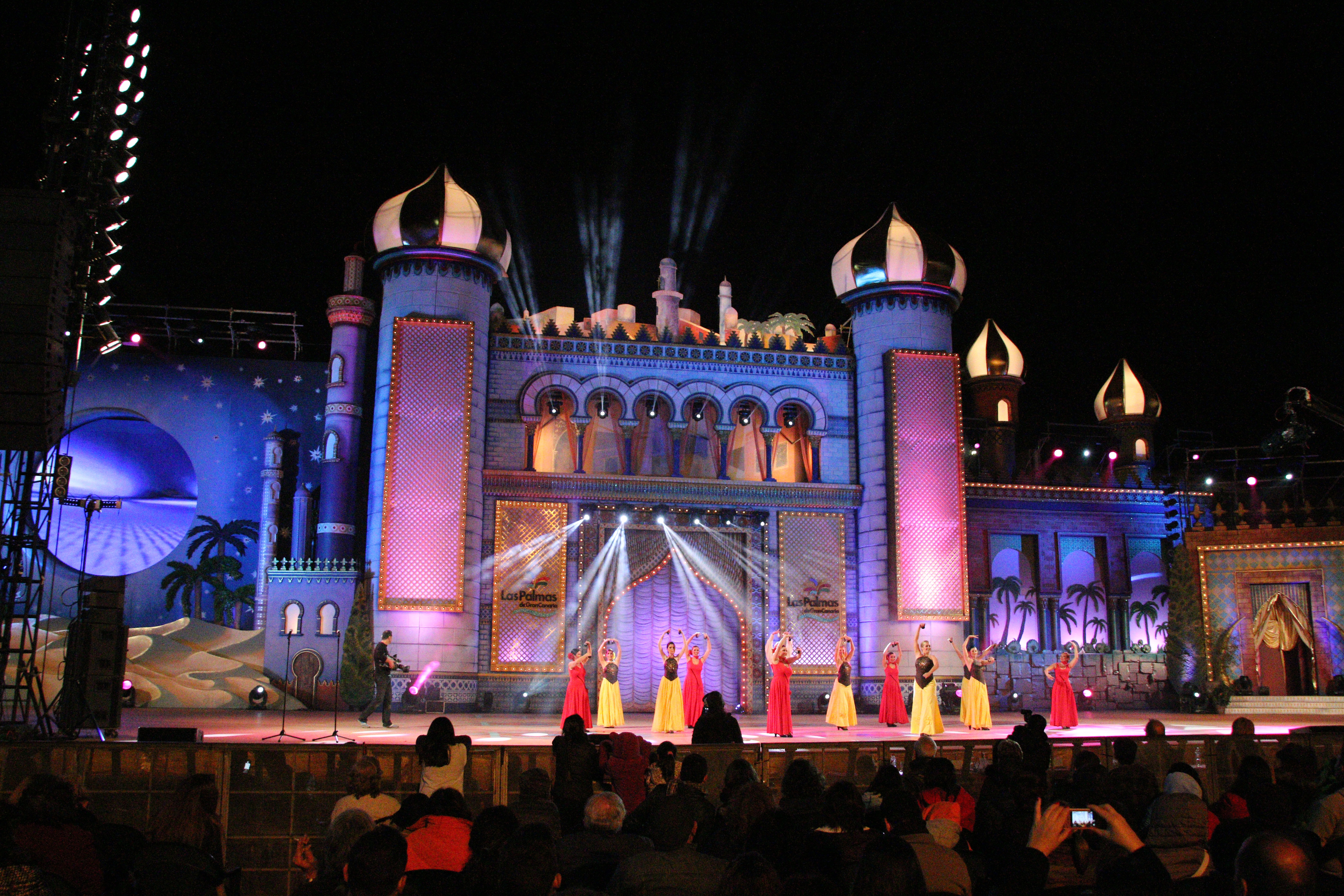
Concorso di Body Painting al Carnevale 2015
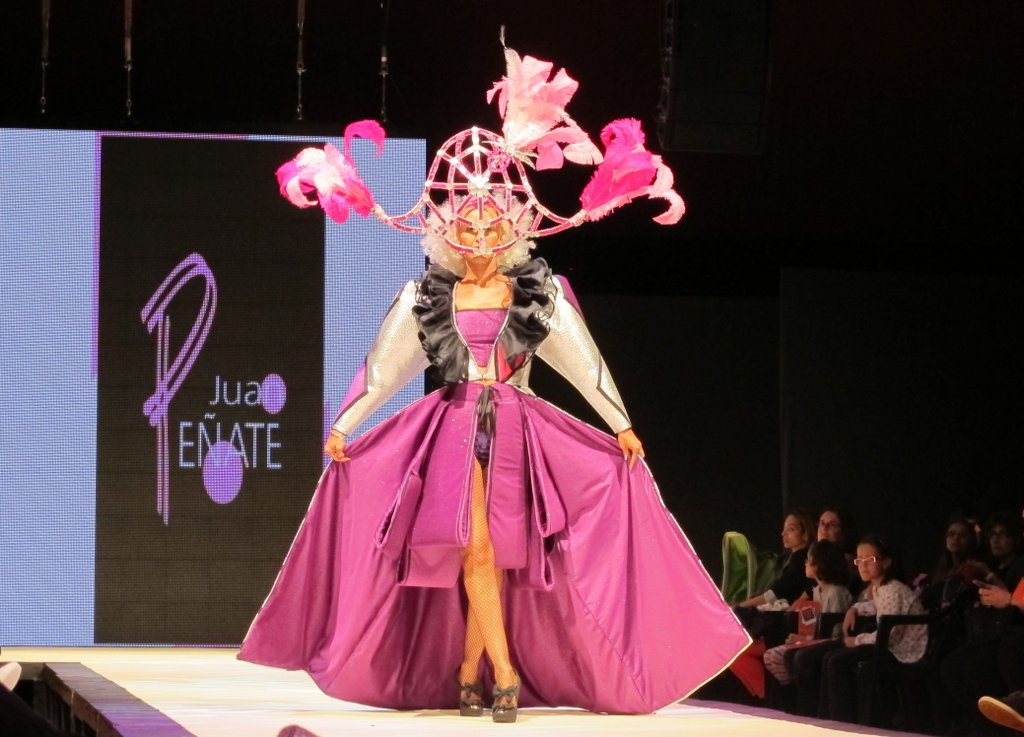
Carnaval Fashion Week nel 2012
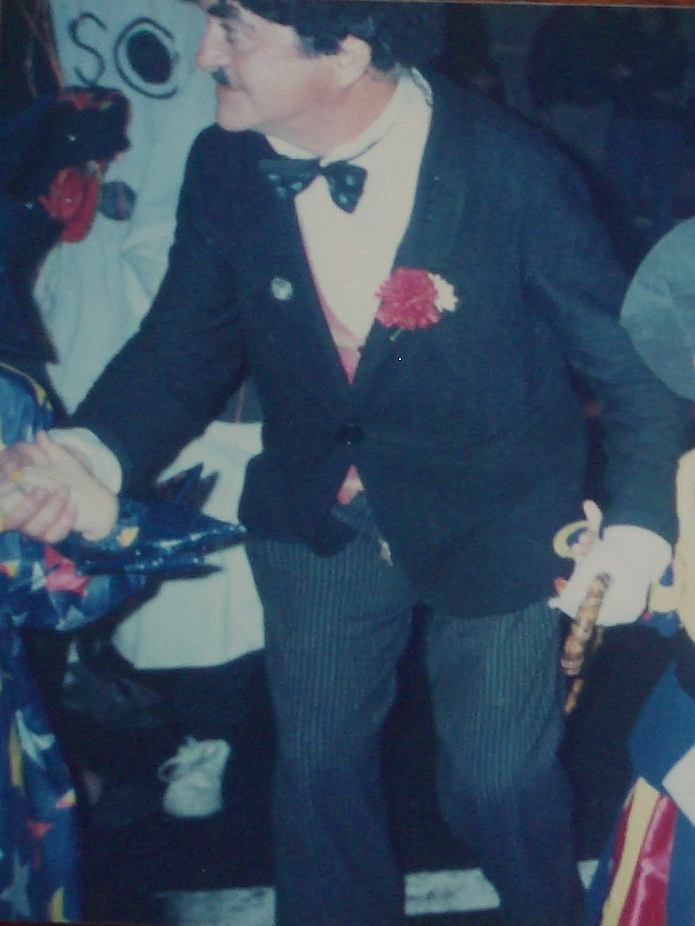
Charlot di Las Palmas (Santiago García) durante la Gran Cabalgata 1992
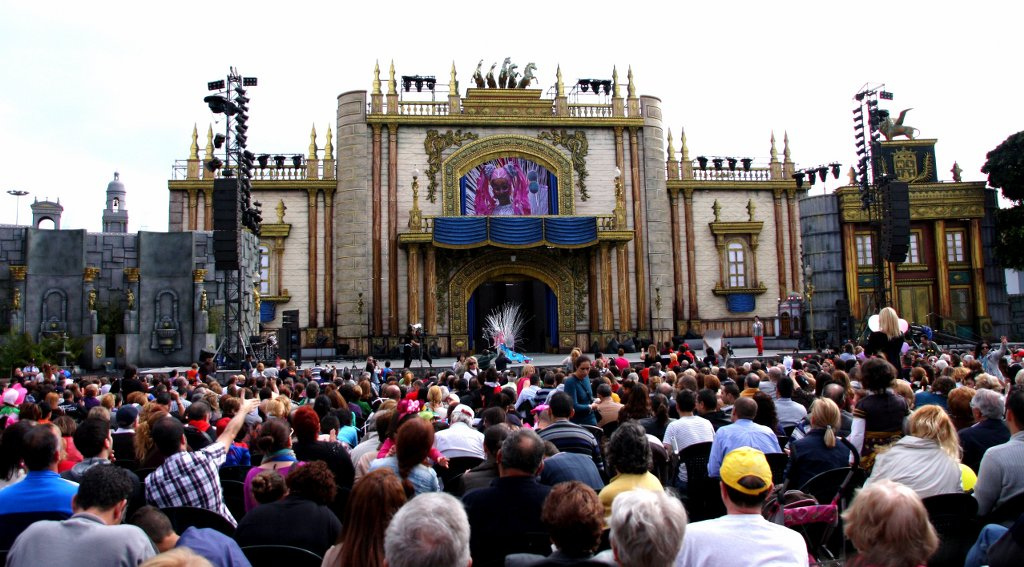
Carnevale di Giorno nel 2013
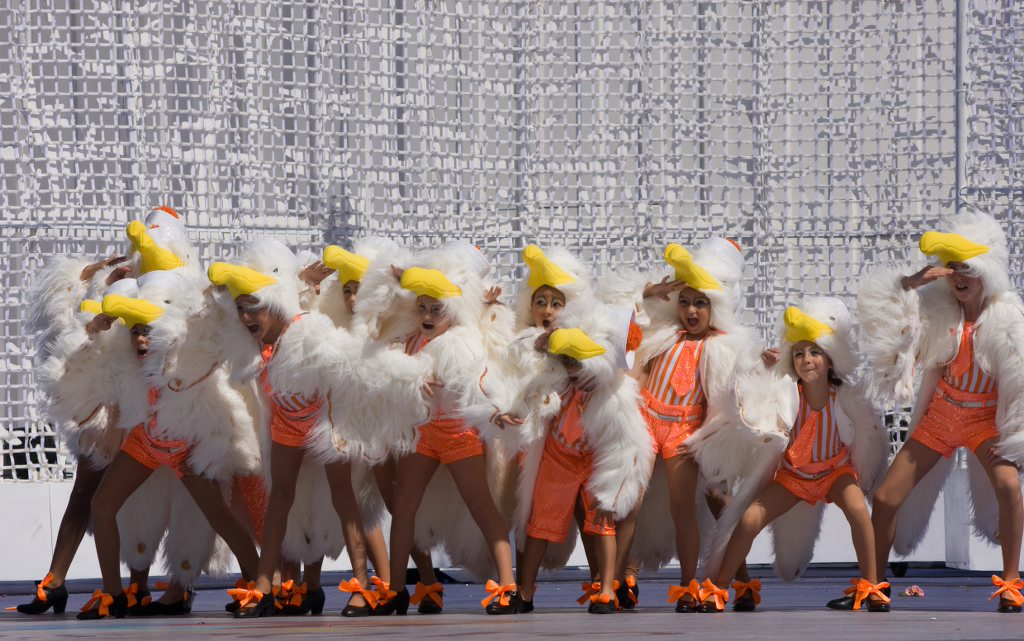
Concorso di costumi per bambini al Carnevale 2011
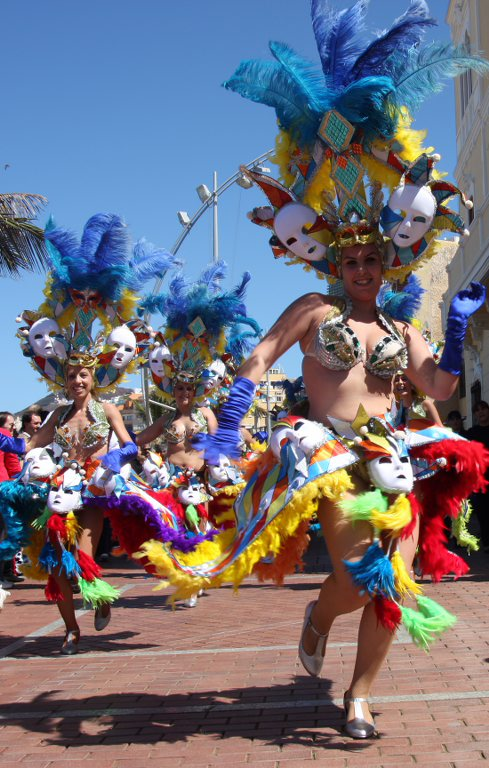
Comparsa nel Carnevale al Sole sul lungomare de Las Canteras, 2011
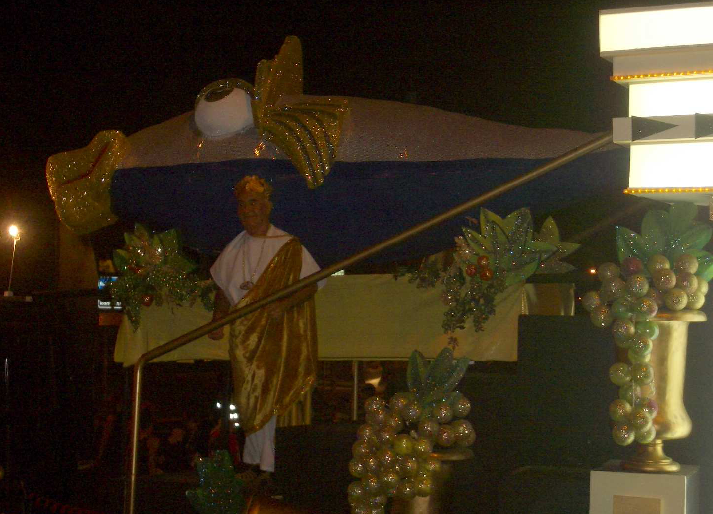
Parata della sardina per il suo "funerale", nel Carnevale del 2008